# Passage Brady
Pour les articles homonymes, voir Brady.
Le passage Brady est un des deux passages couverts du 10e arrondissement de Paris. Il a été construit en 1828.

## Situation et accès
Ce site est desservi par la station de métro Château d'Eau.

## Origine du nom
Le nom de la rue fait référence au nom d'un propriétaire des terrains, M. Brady, un commerçant établi au no 46 du faubourg Saint-Denis, précisément là où se trouve actuellement l'entrée du passage sur cette rue.

## Historique
Les travaux du passage Brady ont commencé en 1825 ; les maitres d'ouvrage étaient M. Briavoine, un négociant et M. Brady, un commerçant. Il a été ouvert le 15 avril 1828.
Le projet initial prévoyait en 1827 un « passage couvert dans toute sa longueur » abritant 113 magasins avec logements au-dessus, mais la ligne droite que devait former le passage ne put être continuée jusqu'à son débouché dans la rue du Faubourg-Saint-Martin ; les constructeurs ont placé au point de section une rotonde, actuellement boulevard de Strasbourg. Initialement, il reliait la rue du Faubourg-Saint-Denis à la rue du Faubourg-Saint-Martin, avant d'être scindé en deux par la percée du boulevard de Strasbourg en 1852.
Ce passage couvert fait l’objet d’une inscription au titre des monuments historiques depuis le 7 mars 2002.
Seule la partie débouchant au no 46 de la rue du Faubourg-Saint-Denis est couverte d'une verrière. On y trouve de nombreux restaurants et coiffeurs indo-pakistanais, mauriciens et réunionnais.
L'autre partie du passage débute au no 43 de la rue du Faubourg-Saint-Martin. Elle se caractérise par la présence de loueurs de costumes de fêtes. Depuis la percée du boulevard de Strasbourg, les deux parties du passage Brady sont devenues des entités indépendantes.

## Bâtiments remarquables et lieux de mémoire
- En 1987, une scène du film Frantic, de Roman Polanski, est tournée dans le passage Brady[2].

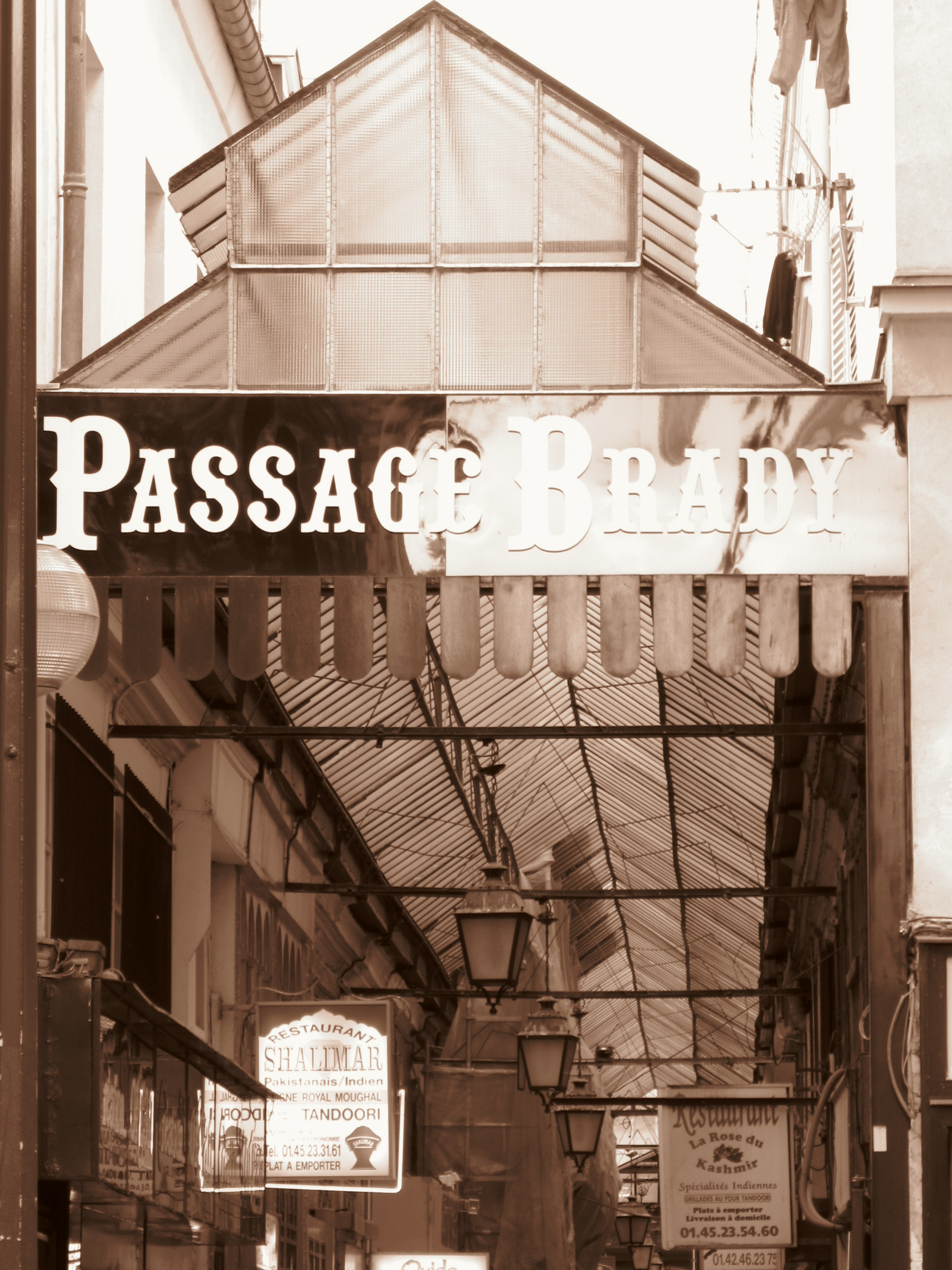
Verrière.

## Dans la culture populaire
- Une chanson de l'album L'Air de rien de Tété s'appelle "Passage Brady".